# Aldealices
Aldealices es municipio y localidad española de la provincia de Soria, , en la comunidad autónoma de Castilla y León. El término municipal tiene una población de 20 habitantes (INE 2024).

## Geografía
Pertenece a la comarca de Almarza y al  partido judicial de Soria. La localidad está ubicada en el norte de la provincia, bañado por el río Merdancho afluente del Duero al sur de la sierra del Rodadero.
La localidad está situada en la carretera provincial SO-P-1206 que nos lleva en dirección norte a Castilfrío de la Sierra y en dirección sur a Aldealseñor.
En el municipio e incluido en la Red Natura 2000 se encuentra el Lugar de Interés Comunitario conocido como Oncala-Valtajeros ocupando 63 hectáreas, el 10 % de su término.

## Historia
Su origen parece ligado a ganaderos trashumantes.
El censo de Pecheros de 1528, en el que no se contaban eclesiásticos, hidalgos y nobles, registraba la existencia de 19 pecheros, es decir unidades familiares que pagaban impuestos. En el documento original figura como Aldeahelizes, formando parte del Sexmo de San Juan.
A la caída del Antiguo Régimen la localidad se constituyó en municipio constitucional en la región de Castilla la Vieja, partido de Soria que en el censo de 1842 contaba con 29 hogares y 117 vecinos.

## Demografía
Cuenta con una población de 20 habitantes (INE 2024).
| Gráfica de evolución demográfica de Aldealices entre 1842 y 2021                                                      |
| |
| Población de derecho según los censos de población del INE. Población de hecho según los censos de población del INE. |

## Patrimonio
La iglesia parroquial está bajo la advocación de Santa María Magdalena, y presenta rasgos góticos. En su interior se encuentra una pila bautismal románica con arcos en relieve entrecruzados.

## Fiestas
Las fiestas de esta localidad tienen lugar durante los días 13, 14 y 15 de agosto, el día 13 es recitado el pregón, la noche del día 14 es tomada por el Bailódromo y el concurso de disfraces y el día 15 se realiza la comida popular. 
Durante las fiestas locales se realizan juegos como los bolos y la tanguilla.
Los días 14 y 15 se ofician misas y estas son acompañadas por las procesiones de la Santa Mª Magdalena y la Virgen del Rosario respectivamente.